# Mounes-Prohencoux
 Mounes-Prohencoux  là một xã ở tỉnh Aveyron, thuộc vùng Occitanie ở miền nam nước Pháp.